# Centerville (Dakota del Sud)
Centerville és una població dels Estats Units a l'estat de Dakota del Sud. Segons el cens del 2000 tenia 910 habitants.

## Demografia
Segons el cens del 2000, Centerville tenia 910 habitants, 387 habitatges, i 236 famílies. La densitat de població era de 488 habitants per km².
Dels 387 habitatges en un 26,1% hi vivien nens de menys de 18 anys, en un 50,9% hi vivien parelles casades, en un 6,7% dones solteres, i en un 38,8% no eren unitats familiars. En el 35,4% dels habitatges hi vivien persones soles el 22,5% de les quals corresponia a persones de 65 anys o més que vivien soles. El nombre mitjà de persones vivint en cada habitatge era de 2,23 i el nombre mitjà de persones que vivien en cada família era de 2,9.
Per edats la població es repartia de la següent manera: un 23,6% tenia menys de 18 anys, un 6,3% entre 18 i 24, un 22,2% entre 25 i 44, un 20,2% de 45 a 60 i un 27,7% 65 anys o més.
L'edat mediana era de 44 anys. Per cada 100 dones de 18 o més anys hi havia 81,9 homes.
La renda mediana per habitatge era de 29.615 $ i la renda mediana per família de 39.643 $. Els homes tenien una renda mediana de 27.171 $ mentre que les dones 20.000 $. La renda per capita de la població era de 17.089 $. Entorn del 4,2% de les famílies i el 8,2% de la població estaven per davall del llindar de pobresa.

## Poblacions més properes
El següent diagrama mostra les poblacions més properes.